# Tadeusz Warsza
Tadeusz Mieczysław Warsza (ur. 5 października 1939 w Wilnie, zm. 13 listopada 2012 w Londynie) – polski działacz polityczny i społeczny na emigracji, pierwszy zagraniczny przedstawiciel Solidarności Walczącej.

## Życiorys
Studia w Instytucie Fizyki Uniwersytetu Warszawskiego ukończył w 1962 r., następnie rozpoczął pracę doktorską i był nauczycielem w stołecznych liceach. W 1967 r. wyemigrował do Wielkiej Brytanii, gdzie m.in. aktywnie współdziałał z polskimi uchodźcami politycznymi. W latach 1976–1977 uczestniczył tam w protestach przeciw represjom wobec opozycji demokratycznej w Polsce.
Od 1980 r. organizował w Wielkiej Brytanii różnego typu wsparcie dla „Solidarności”. 13 grudnia 1981 roku, kiedy wprowadzono w Polsce stan wojenny przekazał grupie posłów do parlamentu brytyjskiego wniosek o złożenie protestu przeciw niemu, był inicjatorem i współautorem listu do premier Margaret Thatcher, wzywającego do działań na rzecz Polski. Był współorganizatorem licznych demonstracji pod ambasadami PRL i ZSSR w Londynie. Pod koniec 1981 r. współtworzył pierwsze w Wielkiej Brytanii struktury zbierające środki finansowe na potrzeby działalności konspiracyjnej w Polsce i na pomoc osobom represjonowanym. Był członkiem CSSO (międzynarodowej organizacji zrzeszającej grupy wspierające Solidarność). W czerwcu 1982 r. został pierwszym przedstawicielem zagranicznym Solidarności Walczącej, wkrótce po jej utworzeniu. Przez pewien czas pełnił tę funkcję tajnie ze względów konspiracyjnych. Do roku 1990 zorganizował kilkadziesiąt wysyłek sprzętu i materiałów dla struktur konspiracyjnych. Podczas pobytu w Polsce w kwietniu 1987 r. został zatrzymany przez SB na 48 godzin. Skonfiskowano mu wtedy liczne wydawnictwa podziemne, które zamierzał przewieźć do Wielkiej Brytanii.
Zmarł w Londynie 13 listopada 2012 roku, po długiej i ciężkiej chorobie. Pogrzeb odbył się 28 listopada 2012 roku w polskim kościele pod wezwaniem NMP Matki Kościoła na Ealingu.

## Order
Postanowieniem Prezydenta Rzeczypospolitej Polskiej Lecha Kaczyńskiego z 15 czerwca 2007 r., za wybitne zasługi w działalności na rzecz przemian demokratycznych w Polsce, za osiągnięcia w podejmowanej z pożytkiem dla kraju pracy zawodowej i społecznej, został odznaczony Krzyżem Oficerskim Orderu Odrodzenia Polski. Udekorowany nim został przez Lecha Kaczyńskiego w Pałacu Prezydenckim 15 czerwca 2007 r. w czasie uroczystości 25. rocznicy powstania „Solidarności Walczącej”.